# Lord-lieutenant du Dorset
Le lord-lieutenant du Dorset est le représentant personnel du monarque britannique dans le comté cérémoniel du Dorset, qui correspond au comté non métropolitain du Dorset, ainsi qu'aux autorités unitaires de Bournemouth et Poole.

## Histoire
La fonction de lord-lieutenant du Dorset est créée sous le règne d'Henri VIII (1509-1547). Ce Lord Lieutenant succède au High Sheriff du Dorset dans ses fonctions militaires et possède le contrôle des forces militaires de la Couronne dans ce comté. La nomination de Deputy Lieutenants est prévue à partir de 1569. La milice du comté passe sous le contrôle complet du lord-lieutenant en 1662, qui cumule également la fonction de custos rotulorum à partir de 1680.
La direction de la milice locale est rendue à la Couronne en 1871 (Regulation of the Forces Act 1871), et le Lord Lieutenant perd tout pouvoir d'appeler les hommes du comté à se battre en cas de besoin en 1921. La fonction est depuis purement honorifique.

## Fonctions
La reine nomme un lord-lieutenant pour chaque comté du Royaume-Uni. Cette fonction, non rémunérée, n'est pas politique, et la retraite à l'âge de 75 ans est obligatoire. Un lord-lieutenant est chargé de :
- organiser les visites de membres de la famille royale dans le comté (et escorter ces visiteurs) ;
- remettre médailles et prix au nom de la reine (et émettre des recommandations concernant les candidats) ;
- diriger, en tant que custos rotulorum, les instances judiciaires locales (comités consultatifs des juges de paix et commissaires généraux de l'impôt sur le revenu) ;
- assurer la liaison avec les unités locales de la Royal Navy, des Royal Marines, de la Royal Air Force, de la British Army (et de l'Army Reserve), ainsi que des mouvements de jeunes liés ;
- participer à des activités bénévoles.

## Liste des Lords Lieutenants du Dorset
- 1552-1555 : John Russell, 1er comte de Bedford
- 1556-1558 : John Bourchier, 2e comte de Bath
- 1559-15?? : James Blount, 6e baron Mountjoy (en)
- 1580-15?? : William Paulet, 3e marquis de Winchester (en)
- 1584-1585 : Francis Russell, 2e comte de Bedford
- 1586-1598 : William Paulet, 3e marquis de Winchester (en)
- 1598-1601 : vacance
- 1601-1611 : Thomas Howard, 3e vicomte Howard de Bindon
- 1611-1612 : Robert Cecil, 1er comte de Salisbury, conjointement avec
- 1611-1626 : Thomas Howard, 1er comte de Suffolk
- 1626-1640 : Theophilus Howard, 2e comte de Suffolk
- 1640-1641 : Francis Cottington, 1er baron Cottington
- 1641-1642 : William Cecil, 2e comte de Salisbury
- 1642-1660 : interrègne
- 1660-1672 : Charles Stewart, 3e duc de Richmond
- 1672-1674 : Anthony Ashley-Cooper, 1er comte de Shaftesbury
- 1674-1679 : John Poulett, 3e baron Poulett
- 1679-1698 : John Digby, 3e comte de Bristol
- 1699-1722 : Charles Paulet, 2e duc de Bolton
- 1722-1733 : Charles Powlett, 3e duc de Bolton
- 1734-1771 : Anthony Ashley-Cooper, 4e comte de Shaftesbury
- 1771-1793 : Henry Digby, 1er comte Digby
- 1793-1803 : George Pitt, 1er baron Rivers
- 1803-1808 : George Damer, 2e comte de Dorchester
- 1808-1856 : Edward Digby, 2e comte Digby
- 1856-1885 : Anthony Ashley-Cooper, 7e comte de Shaftesbury
- 1885-1905 : Henry Fox-Strangways, 5e comte d'Ilchester
- 1906-1916 : John Mount Batten (en)
- 1916-1952 : Anthony Ashley-Cooper, 9e comte de Shaftesbury
- 1952-1964 : Edward Digby, 11e baron Digby
- 1964-1984 : Joseph William Weld
- 1984-1999 : Edward Digby, 12e baron Digby (en)
- 1999-2006 : Michael Fulford-Dobson
- 2006-2014 : Valerie Lane-Fox Pitt-Rivers (en)
- depuis 2014 : Ian Angus Campbell